# Uniwersytet Stanowy w San Francisco
Uniwersytet Stanowy w San Francisco (ang. San Francisco State University – SFSU) – amerykańska uczelnia publiczna z siedzibą w San Francisco (stan Kalifornia). Została założona w 1899 r. jako San Francisco State Normal School; od 1974 r. nosi nazwę San Francisco State University.

## Absolwenci
- Annette Bening[6]
- Anne Rice[7]
- Nina Hartley[8]
- Ron Dellums[9]
- Alex Borstein[10]
- Oscar Zeta Acosta[11]
- Dana Carvey[12]
- Kari Byron[13]
- Danny Glover[14]
- Johnny Mathis[15]
- Mohammad Dżawad Zarif[16]
- Jeffrey Tambor[17]